# Aptychus longirostris
Aptychus longirostris là một loài rêu trong họ Sematophyllaceae. Loài này được (Brid.) Müll. Hal. mô tả khoa học đầu tiên năm 1898.